# Joseph-Marie Trinh Van-Can

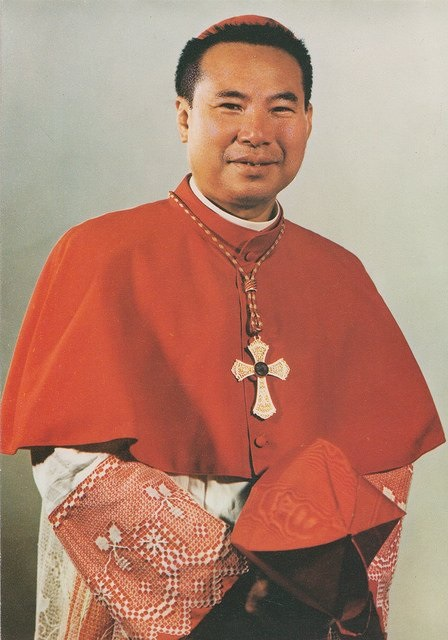
Joseph-Marie Kardinal Trinh Van-Can (um 1980)

Kardinalswappen

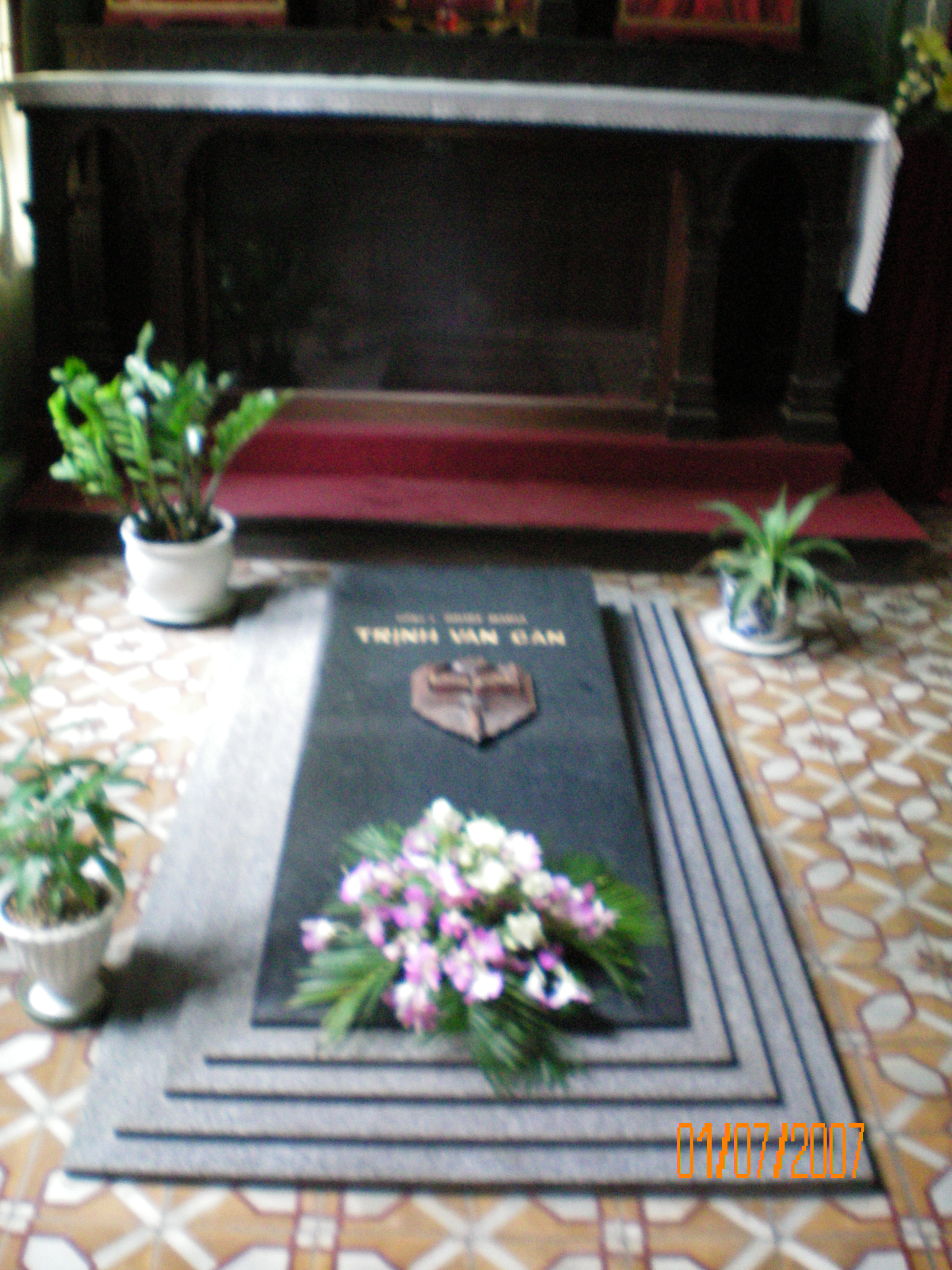
Grabplatte

Joseph-Marie Kardinal Trinh Van-Can (* 19. März 1921 in Trac But, Vietnam; † 18. Mai 1990 in Hanoi) war ein vietnamesischer Priester. Er war zuletzt Erzbischof von Hanoi.

## Leben
Sein Name kombiniert westliche Namenstradition (Joseph-Marie als Vorname vor dem Familiennamen Trinh) mit vietnamesischer (Van-Can als persönlicher Name steht hinter dem Familiennamen).
Joseph-Marie Trinh Van-Can erhielt seine theologische und philosophische Ausbildung im Priesterseminar von Hanoi. Er empfing am 8. Dezember 1949 das Sakrament der Priesterweihe und wirkte anschließend in der Diözese Hanoi als Gemeindepriester und Mitarbeiter der Verwaltung.
1963 ernannte ihn Papst Johannes XXIII. zum Titularerzbischof von Aela und zum Koadjutorerzbischof des Erzbistums Hanoi mit dem Recht auf Nachfolge. Die Bischofsweihe spendete ihm Joseph Marie Kardinal Trịnh Như Khuê am 2. Juni 1963. 1978 wurde er Nachfolger von Kardinal Trịnh Như Khuê als Erzbischof von Hanoi, ein Jahr darauf nahm ihn Papst Johannes Paul II. als Kardinalpriester mit der Titelkirche Santa Maria in Via in das Kardinalskollegium auf. Joseph-Marie Trinh Van-Can starb am 18. Mai 1990 in Hanoi und wurde in der dortigen Kathedrale beigesetzt.